# Sven Schönhult
Sven Ivar Mauritz Schönhult, född 8 juli 1890 i Jakob och Johannes församling i Stockholm, död 6 februari 1953 i Sankt Matteus församling, var en svensk kammarskrivare, simmare och vattenpolospelare.
Han var son till poliskommissarien Carl Svante Schönhult och hans hustru Ingrid, född Nilsson, samt från 1923 gift med Ellen Sjögren. Efter avslutad skolgång arbetade han som kontorist 1907–1909. Han anställdes som föreståndare för Stockholms gasverks uppbördsexpedition 1909, år 1945 tilldelades han S:t Eriksmedaljen som 1:e kammarskrivare i elektricitetsverket. I idrottssammanhang tävlade han för SK Neptun där han var en av stiftarna 1906. Han medverkade i ett flertal nationella och internationella sim- och vattenpolotävlingar.